# Cigaritis minima
Cigaritis minima är en fjärilsart som beskrevs av Otto Staudinger 1901. Cigaritis minima ingår i släktet Cigaritis och familjen juvelvingar. Inga underarter finns listade i Catalogue of Life.